# Cisma de Focio
El Cisma de Focio tuvo lugar en el siglo IX, cuando regía la sede romana el papa Nicolás I (858-867) y era patriarca de Constantinopla el obispo San Ignacio, elegido el 4 de julio del año 847 por los monjes. 
San Ignacio, el patriarca de Constantinopla, negó públicamente la sagrada comunión a un tío del emperador bizantino Miguel III el Beodo, porque vivía licenciosamente con su amante. Enfadados, el emperador y su ministro Bardas lo depusieron y desterraron el 23 de noviembre de 858 y nombraron como nuevo patriarca a un erudito escritor laico de su corte, oficial mayor de su guardia, Focio, que en cinco días recibió todas las órdenes sagradas de manos de un obispo suspendido y poco amigo del depuesto patriarca. El papa Nicolás I, que había sido puesto al corriente por el depuesto San Ignacio, rechazó lo que él consideraba la deposición impropia de Ignacio y la elevación de Focio, un laico, en su lugar.
El papa envió a Constantinopla a sus legados con instrucciones de deponer a Focio y restituir a Ignacio, pero fueron ganados a su causa por el habilísimo Focio y lo confirmaron como patriarca de Constantinopla en un sínodo habido en la ciudad el año 861. El papa los excomulgó, y también al emperador y al discutido patriarca Focio, con lo que estos rompieron con el papa y rechazaron su primacía para las cuestiones de fe, declarando a Focio patriarca universal, de forma que el patriarca excomulgó también al papa Nicolás I y le depuso teóricamente de la silla de Pedro. 
El Cisma de Focio fue breve (duró del 863 al 867) porque, al ser derrocado el emperador Miguel III por el macedonio Basilio I, Focio fue depuesto y restituido en la sede constantinopolitana el legítimo patriarca Ignacio, con lo que las iglesias de Oriente y Occidente se reconciliaron efímeramente. Sin embargo, a la muerte del patriarca Ignacio, Focio volvió a ser nombrado patriarca de Constantinopla, pero esta vez manteniendo las formas con Roma, aunque seguiría tratando de promover la separación de la Iglesia. Finalmente, volvería a ser depuesto por el emperador León VI, y murió en 886.
Entre las causas que llevaron a Focio a romper con la Iglesia de Occidente se encuentra la cláusula Filioque. La importancia del Cisma de Focio estriba en sentar un precedente que abonó el terreno para el definitivo Cisma de Oriente, que separó a la Iglesia católica y ortodoxa.